# كن صديق
كن صديق (بالإنجليزية: Befriender) هم فرق تطوعية تم أختيارهم بعناية ، من مجموعة من المنظمات والجمعيات الخيرية للصحة العقلية ، والذين تم تدريبهم على تقديم الدعم والعناية للأشخاص الذيين يعانون من وحدة أو اضطراب عاطفي. عادة يقوم المتطوعين من الفرق بزيارة لمدة ساعة أو أكثر خلال الأسبوع ، ويتم ترتيب الالقاءات والاجتماعات ليتناسب مع احتياجات الشخص ، إما في المنزل أو في مكان أخر. من ضمن مخططات الفرق أحداث اجتماعية أو فصول أبداعية أو مجموعات مساعدة ذاتية.

## المجموعة المختارة
من الممكن أن يصل التدريب إلى 10 أسابيع قبل أن يتم التعمق بقضية المشارك. أنثاءعملية المصادقة ، يتم توفير الدعم المستمر من خلال اجتماعات مع المجموعة المنظمة واجتماعات فردية مع المنسق. يتم اختيار مهام الاصدقاء (المتطوعيين) على أساس العرق والجنس (عادة نفس جنس الشخص الذي يحتاج إلى مساعدة ) وعمر واحتياجات الشخص الذي يحتاح إلى مساعدة.

## الفعالية
على عكس المهن المهنية ، مثل الأخصائيين الاجتماعيين ، يمكن أن يشارك الأصدقاء عاطفياً في قضيتهم ، مما يؤدي غالبًا إلى نتيجة أكثر إيجابية حيث يمكنهم المشاركة على مستوى أعمق بكثير.